# Januar 2018
Portal Geschichte | Portal Biografien | Aktuelle Ereignisse | Jahreskalender | Tagesartikel

◄ |
20. Jahrhundert |
21. Jahrhundert

◄ |
1980er |
1990er |
2000er |
2010er
| 2020er | 2030er | 2040er

◄ |
2014 |
2015 |
2016 |
2017 |
2018
| 2019 | 2020 | 2021 | 2022 | ►

◄ |
Oktober 2017 |
November 2017 |
Dezember 2017 |
Januar 2018 |
Februar 2018 |
März 2018 |
April 2018 |
►
Dieser Artikel behandelt tagesbezogene Nachrichten und Ereignisse im Januar 2018.

## Tagesgeschehen

### Montag, 1. Januar 2018

Logo der bulgarischen EU-Ratspräsidentschaft 2018

- Berlin/Deutschland: Mit dem neuen Investmentsteuergesetz werden heimische Investmentfonds, inländische Dividenden und Immobilienerträge direkt mit 15 Prozent Körperschaftssteuer belegt. Zudem erfolgt eine steuerliche Gleichstellung von Fonds, die Gewinne ausschütten oder sie thesaurieren.[1]
- Berlin/Deutschland: In Deutschland gilt für Verträge ab 1. Januar ein neues Werkvertragsrecht im Baurecht. In dem neuen §§ 631 ff. des Bürgerlichen Gesetzbuchs (BGB) wurden dabei insbesondere verschiedene Regelungen explizit für den Bau- bzw. Verbraucherbauvertrag aufgenommen.[2]
- Bern/Schweiz: Alain Berset tritt turnusgemäß das Amt des Schweizer Bundespräsidenten an.[3]
- Kinshasa/Demokratische Republik Kongo: Auf Aufrufe zum Protest über die miserable Wirtschaftslage durch das Komitee katholischer Laien zum Jahreswechsel reagiert die Staatsmacht unter Präsident Joseph Kabila mit brutaler Repression. Durch Schüsse auf Demonstranten und Einsatz von Tränengas in katholischen Kirchen gibt es neben vielen Verletzten mehrere Todesopfer.[4]
- Köln/Deutschland: Gegen die AfD-Politikerin Beatrix von Storch erstattet die Polizei Köln Strafanzeige. Sie hatte auf Twitter auf mehrere Tweets, in denen die Polizei Köln auf mehreren Sprachen ein frohes neues Jahr wünschte, mit der Frage reagiert, ob die Polizei meine „die barbarischen, muslimischen, gruppenvergewaltigenden Männerhorden so zu besänftigen“. Twitter sperrte ihr Benutzerkonto auch aufgrund des an diesem Tage in Kraft getretenen Netzwerkdurchsetzungsgesetz vorübergehend.[5]
- Peking/China: In der Volksrepublik China tritt das Verbot des Handels und der Verarbeitung von Elfenbein in Kraft.[6]
- Reykjavík/Island: In Island tritt ein Gesetz in Kraft, nachdem Betriebe mit mindestens 25 Mitarbeitern für die gleiche Leistung dieselbe Bezahlung von weiblichen und männlichen Angestellten nachweisen müssen. Damit soll der Gender-Pay-Gap gesetzlich geschlossen werden.[7]
- Riad/Saudi-Arabien: Die Regierungen von Saudi-Arabien und der Vereinigten Arabischen Emirate führen erstmals in ihrer Landesgeschichte eine Mehrwertsteuer ein.[8]
- Rom/Italien: Italien übernimmt die Präsidentschaft der Organisation für Sicherheit und Zusammenarbeit in Europa (OSZE).[9]
- Sofia/Bulgarien: Bulgarien übernimmt den Vorsitz im Rat der Europäischen Union (Bulgarische EU-Ratspräsidentschaft 2018).[10]
- Wien/Österreich: Das Neujahrskonzert der Wiener Philharmoniker wird zum fünften Mal von Riccardo Muti geleitet.[11]

### Dienstag, 2. Januar 2018
- Berlin/Deutschland: Wintersturm Burglind zieht auf Deutschland zu und richtet nachfolgend besonders im Westen und Süden sowie in der Schweiz schwere Schäden an.[12]
- Chișinău/Republik Moldau: Nach seiner Weigerung, mehrere proeuropäische Minister zu bestätigen, setzt das moldauische Verfassungsgericht die Befugnisse von Präsident Igor Dodon vorübergehend aus.[13]
- Jerusalem/Israel: Die israelische Regierung kündigt an, illegale Einwanderer aus afrikanischen Staaten binnen 90 Tagen zur Rückkehr in ihre Heimat aufzufordern oder in Drittstaaten auszureisen. Andernfalls droht ab April ihre Gefangennahme.[14]

### Mittwoch, 3. Januar 2018
- Addis Abeba/Äthiopien: Die äthiopische Regierung verkündet, alle politischen Gefangenen freilassen und Verfahren gegen politische Gegner annullieren zu wollen. Das berühmt-berüchtigte Gefängnis Makelawi soll in ein Museum umgewandelt werden. Premierminister Hailemariam Desalegn möchte damit die Demokratie stärken und die nationale Versöhnung vorantreiben.[15]
- Graz/Österreich: Ein Team von internationalen IT-Sicherheitsforschern aus Österreich, Deutschland, Australien und den Vereinigten Staaten veröffentlicht unter den Bezeichnungen „Spectre“ und „Meltdown“ zwei gravierende Sicherheitslücken, welche einen Großteil der seit den 1990er Jahren produzierten Mikroprozessoren betreffen.[16]

### Donnerstag, 4. Januar 2018
- Bloemfontein/Südafrika: Bei der Kollision eines Zuges mit einem Lastwagen in der Nähe von Kroonstad in der Provinz Freistaat kommen mindestens 18 Personen ums Leben. Weitere 250 Personen werden verletzt.[17]

### Freitag, 5. Januar 2018
- New York City/Vereinigte Staaten: Eine von den Vereinigten Staaten beantragte Dringlichkeitssitzung des UN-Sicherheitsrates wegen der andauernden Proteste im Iran kommt zu dem Ergebnis, dass zum jetzigen Zeitpunkt keine Eingriffe der Weltgemeinschaft notwendig seien.[18]

### Samstag, 6. Januar 2018

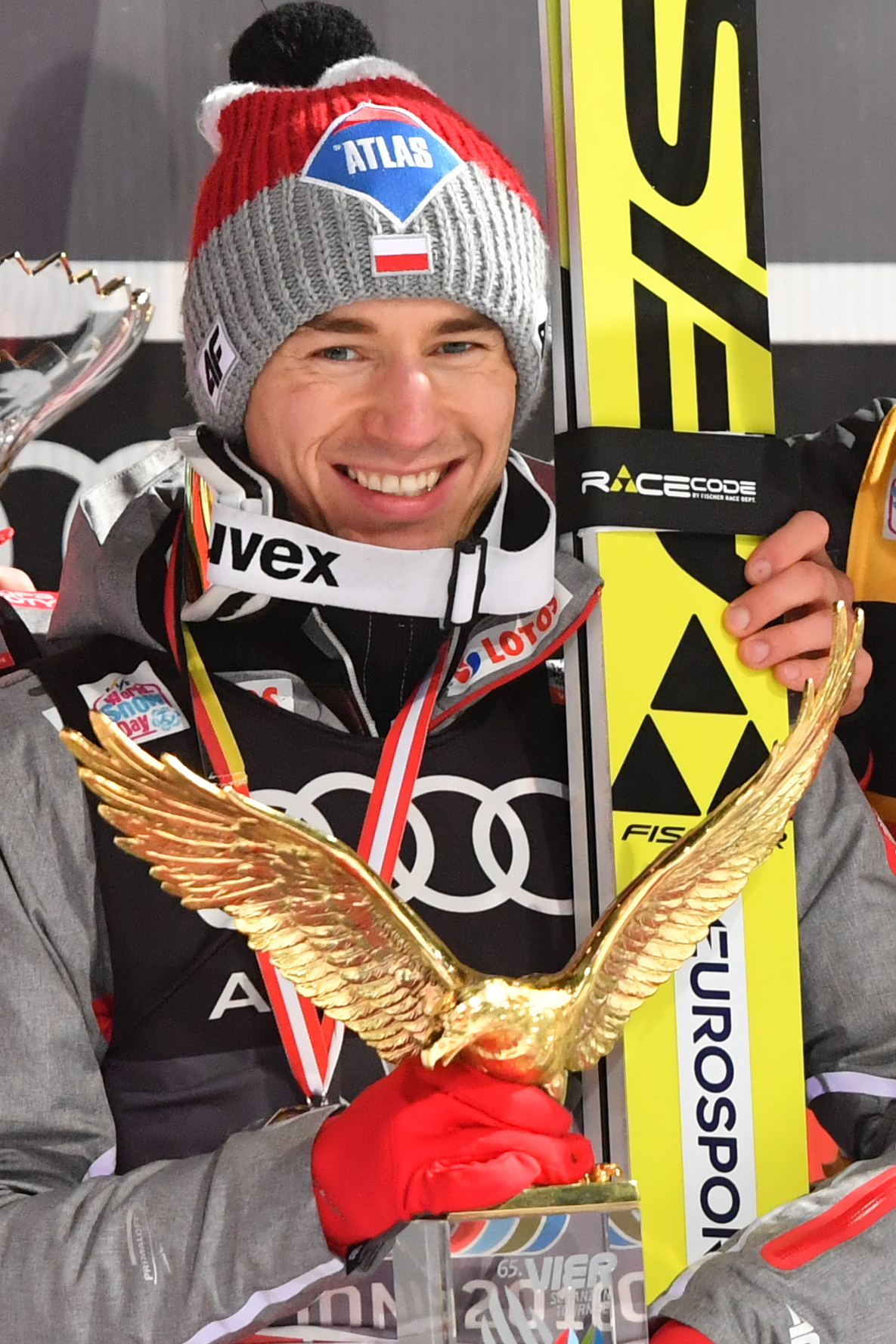
Kamil Stoch

- Bischofshofen/Österreich: Titelverteidiger Kamil Stoch aus Polen gewinnt vor dem Deutschen Andreas Wellinger die 66. Vierschanzentournee im Skispringen. Stoch gewann alle vier Wettbewerbe der diesjährigen Tour.[19]
- Ciudad Juárez/Mexiko: Mindestens 31 Menschen mit mutmaßlichen Verbindungen zum Sinaloa-Drogenkartell werden im Bundesstaat Chihuahua getötet. Allein in der Grenzstadt Ciudad Juárez kommen 21 Menschen, darunter vier Frauen und ein Kind, ums Leben. Die lokale Presse meldet, dass auch einige Opfer gefoltert wurden.[20]
- Maiduguri/Nigeria: Nach tagelangen Kämpfen und Bombardements durch die nigerianischen Streitkräfte auf ihre Stellungen in der Region Monguno im Bundesstaat Borno sowie nahe dem Tschadsee ergeben sich hunderte Kämpfer der islamistischen Terrororganisation Boko Haram.[21]
- Riad/Saudi-Arabien: Nach Protesten gegen das Ende der staatlichen Subventionen für ihre Strom- und Wasserrechnungen werden elf Prinzen aus dem saudischen Königshaus festgenommen und in das Hochsicherheitsgefängnis Ha'ir südlich von Riad verbracht. Die Prinzen demonstrierten zuvor am 4. Januar öffentlich vor einem Palast im Distrikt Qasr Al-Hokm in Riad.[22]
- Shanghai/China: Der unter panamesischer Flagge fahrende Öltanker Sanchi der iranischen Reederei Bright Shipping, geleast durch die Hanwha Total Petrochemical Co Ltd., mit rund 136.000 Tonnen Öl an Bord kollidiert mit dem Massengutfrachter CF Crystal unter der Flagge Hongkongs einer chinesischen Schifffahrtsgesellschaft mit 64.000 Tonnen Getreide aus den USA im Ostchinesischen Meer 300 km vor Shanghai. Der Öltanker gerät in Schieflage und steht in Flammen. Die 32-köpfige Crew der Sanchi wird noch vermisst. Die 21 Crewmitglieder der CF Crystal können gerettet werden.[23]

### Sonntag, 7. Januar 2018

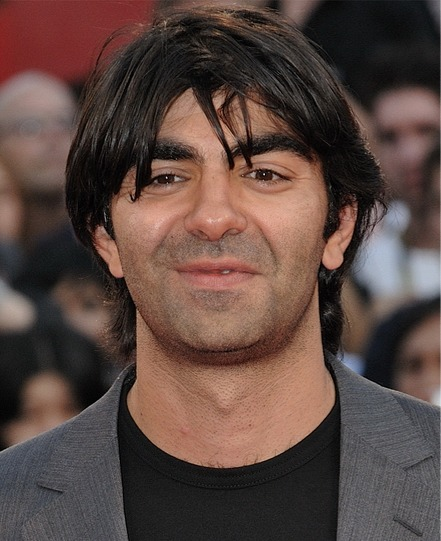
Fatih Akin (2009)

- Beverly Hills/Vereinigte Staaten: Bei der Verleihung der Golden Globe Awards schneiden der Film Three Billboards Outside Ebbing, Missouri und die Serie Big Little Lies mit je vier gewonnenen Preisen am erfolgreichsten ab. Als bester fremdsprachiger Film wird der deutsch-französische Beitrag Aus dem Nichts von Fatih Akin ausgezeichnet.[24]
- Caracas/Venezuela: Nach zahlreichen Plünderungen im Land besonders in Caicara de Maturín übernehmen die Streitkräfte und die Polizei die Kontrolle über die Zugänge zu den Lebensmittelmärkten im Land, um die von der Regierung angeordnete Preissenkung durchzusetzen und zu überwachen.[25]
- Sanaa/Jemen: Nach der Ermordung des früheren Präsidenten und Vorsitzenden der Regierungspartei Ali Abdullah Salih durch Huthi-Rebellen wird Sadeq Ameen Abu Rass zum neuen Vorsitzenden der Regierungspartei Allgemeiner Volkskongress ernannt. Die Regierungspartei stehe allen jemenitischen Gruppierungen offen, die auf eine nationale Einheit hinarbeiten. Im Jemen herrscht seit Jahren Bürgerkrieg zwischen der von Saudi-Arabien unterstützen Regierung und Huthi-Rebellen, denen Unterstützung aus dem Iran nachgesagt wird.[26]
- Teheran/Iran: Die iranische Regierung untersagt den Englisch-Unterricht an Grundschulen. Der oberste Religionsführer des Landes, Ajatollah Chamene’i, bezeichnet Englisch als Teil einer kulturellen Invasion des Westens.[27]

### Montag, 8. Januar 2018

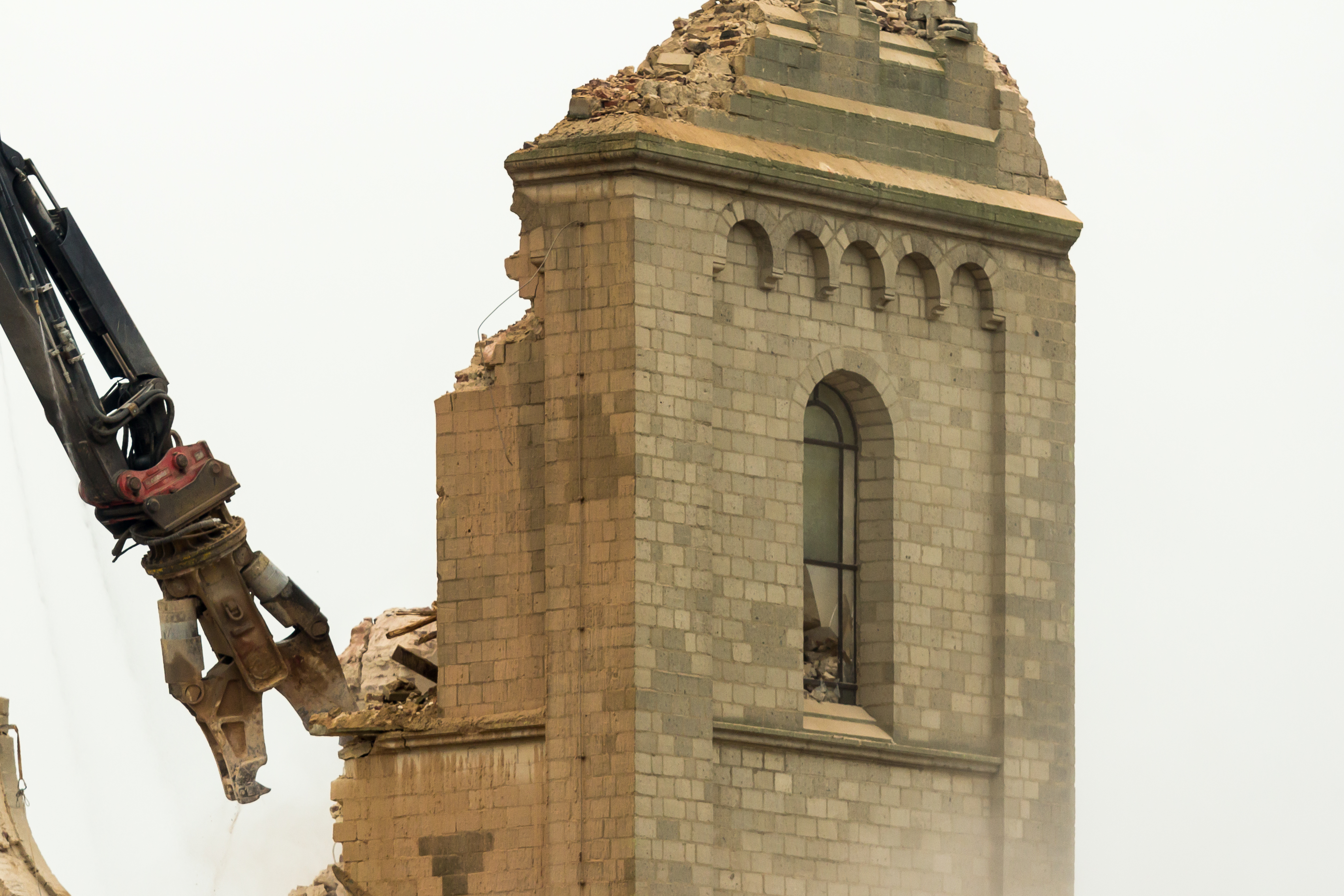
Abriss des Immerather Doms

- Erkelenz/Deutschland: Im Ortsteil Immerath beginnt der Abriss des denkmalgeschützten Immerather Doms, der dem Braunkohle-Tagebau weichen muss.[28]
- Wewak/Papua-Neuguinea: Der Ausbruch des Vulkans Kadovar auf der gleichnamigen Insel in der Provinz East Sepik führt zur Evakuierung der gesamten Inselbevölkerung mit rund 2.000 Personen und damit 1.300 mehr als in ersten Meldungen angegeben, deren Basis das Wählerverzeichnis darstellte.[29]
- Wien/Österreich: Der Komplexitätsforscher Stefan Thurner wird vom Klub der Bildungs- und Wissenschaftsjournalisten als österreichischer Wissenschafter des Jahres 2017 ausgezeichnet.[30][31]

### Dienstag, 9. Januar 2018
- Canberra/Australien: Die Eheöffnung in Australien tritt in Kraft.[32]
- Makurdi/Nigeria: Behörden des Bundesstaates Benue geben bekannt, dass nach tagelangen Kämpfen wegen Landstreitigkeiten zwischen christlichen Bauern und Viehhirten der muslimischen Fulani-Volksgruppe mindestens 80 Menschen umgekommen und wegen des Konfliktes Tausende auf der Flucht sind.[33]
- Tegucigalpa/Honduras: Vor der karibischen Küste von Honduras ereignet sich mit der Stärke 7,6 eines der schwersten Erdbeben der vergangenen Jahre. Eine Tsunami-Warnung wird rasch aufgehoben, Meldungen über Schäden liegen dem honduranischen Katastrophenschutz nicht vor.[34]
- Teheran/Iran: Nach Angaben eines Parlamentsabgeordneten sind im Zusammenhang mit den Protesten von Regimekritikern im Iran rund 3.700 Personen festgenommen worden und damit deutlich mehr als bisher angenommen. Der oberste Religionsführer, Ajatollah Chamene’i, bezeichnet die Unruhen als einen Kampf der Feinde des Landes gegen den Iran und seine Bürger sowie gegen den Islam.[35]
- Warschau/Polen: Polens neuer Regierungschef Mateusz Morawiecki bildet sein Kabinett um. Dabei werden neben den im Konflikt mit der Europäischen Union umstrittenen Ministern Witold Waszczykowski (Außenpolitik) und Antoni Macierewicz (Verteidigung) zahlreiche weitere entlassen. Neuer Außenminister wird Jacek Czaputowicz, neuer Verteidigungsminister Mariusz Błaszczak.[36]

### Mittwoch, 10. Januar 2018
- Tunis/Tunesien: Nach Protesten gegen Steuererhöhungen und Preissteigerungen in zahlreichen Städten ist es bei Zusammenstößen zwischen Demonstranten und Sicherheitskräften zu Ausschreitungen gekommen, in deren Verlauf knapp 50 Sicherheitsbeamte verletzt und über 200 Demonstranten festgenommen wurden. Darüber hinaus kam es zu einem versuchten Brandanschlag auf die Synagoge von Djerba.[37]

### Donnerstag, 11. Januar 2018
- Amsterdam/Niederlande: Der Herausgeber kündigt an, dass nach 140 Jahren die letzte gedruckte Ausgabe des Telefonbuches in den Niederlanden erscheint. Künftig werden nur noch Online-Ausgaben gepflegt. Schulungen sollen Senioren in ländlichen Gebieten die Umstellung erleichtern.[38]

### Freitag, 12. Januar 2018
- Berlin/Deutschland: Nach dem Scheitern der Regierungsbildung für eine sogenannte Jamaika-Koalition (Jamaika-Aus) einigen sich die Partei- und Fraktionsspitzen von CDU, CSU und SPD in Sondierungsgesprächen auf die Aufnahme von Koalitionsverhandlungen mit dem Ziel einer Neuauflage der Großen Koalition als stabile Regierung nach der Bundestagswahl im September 2017.[39]
- Prag/Tschechien: Die Präsidentschaftswahl beginnt. Insgesamt treten neun Kandidaten an. Die größten Chancen werden Amtsinhaber Miloš Zeman eingeräumt.[40]
- Zagreb/Kroatien: Die 13. Handball-Europameisterschaft der Männer beginnt mit Auftaktsiegen von Weißrussland und Island. Dabei egalisiert der isländische Bundesligaprofi Guðjón Valur Sigurðsson den Weltrekord für Länderspieltore.[41]

### Samstag, 13. Januar 2018

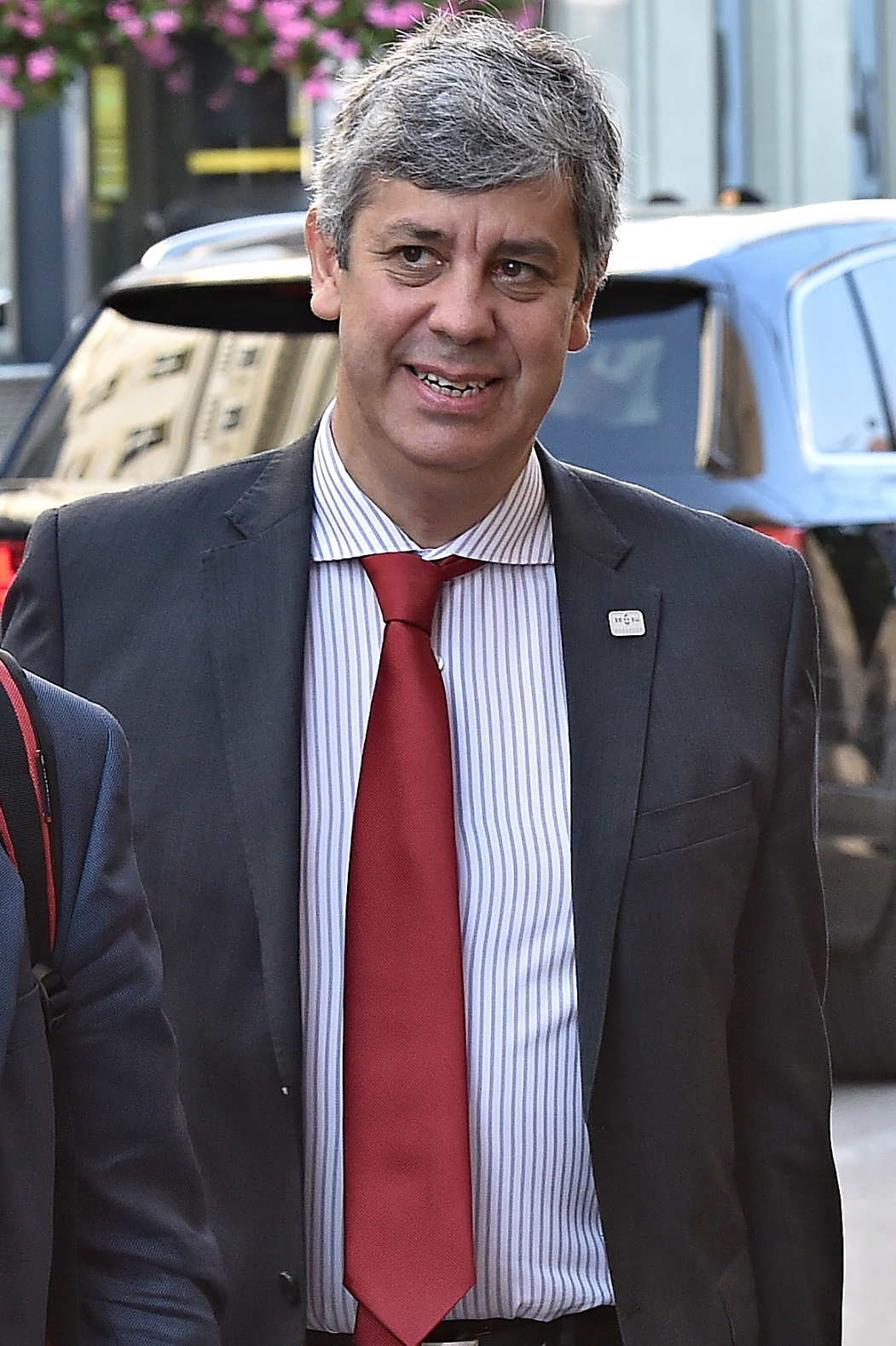
Mário Centeno (2016)

- Paris/Frankreich: Der ehemalige portugiesische Finanzminister Mário Centeno wird in sein Amt als Vorsitzender der Euro-Gruppe eingeführt. Als sein Ziel nennt Centeno, die Währungsunion zu vertiefen und institutionell zu vollenden.[42]
- Johannesburg/Südafrika: Nach einer missglückten Werbeaktion der Textilhandelskette H&M, die rassistisch ausgelegt werden kann, werden nach Demonstrationen und Plünderungen Läden der Modekette in Südafrika vorübergehend geschlossen.[43]
- Sewastopol/Krim: Russland stationiert zwei S-400-Luftabwehrbatterien auf der besetzten und annektierten Krim-Halbinsel.[44]
- Trabzon/Türkei: Eine Boeing 737 der türkischen Pegasus Airlines aus Ankara kommend rutscht im Anflug bei Regen und eingeschränkter Sicht von der parallel zur Küste des Schwarzen Meeres liegenden Landebahn des Flughafen Trabzons ab und bleibt im Abhang 25 Meter oberhalb der Küstenlinie im Schlamm stecken. Bei dem Unglück wird niemand der 162 Passagiere und sechs Besatzungsmitglieder verletzt, die Maschine ist jedoch schwer beschädigt. Ein plötzlicher Schub im rechten Triebwerk wird als Unglücksursache genannt.[45]

### Sonntag, 14. Januar 2018
- Lima/Peru: Ein schweres Erdbeben mit Epizentrum nahe Acari vor der südperuanischen Küste fordert mindestens zwei Tote und über 60 Verletzte.[46]
- Shanghai/China: Nach einem Bericht des chinesischen Staatsfernsehens ist der vor einer Woche havarierte Öltanker Sanchi der iranischen Reederei Bright Shipping im Ostchinesischen Meer in japanischen Hoheitsgewässern gesunken. Das iranische Transportministerium bestätigt den Tod aller 30 iranischen Seeleute. Zwei bangladeschische Seeleute werden weiterhin vermisst. China bereitet sich auf eine Ölpest vor, das Ausmaß der Ölverschmutzung ist noch nicht absehbar.[47]

### Montag, 15. Januar 2018
- Athen/Griechenland: Aus Protest gegen Reformvorhaben der Regierung, die unter anderem eine Verschärfung des Streikrechts vorsehen, kommt es zu einem Generalstreik in Griechenland, welcher den öffentlichen Nahverkehr, den Flugverkehr sowie den öffentlichen Dienst beeinträchtigt.[48]
- Bukarest/Rumänien: Nach dem Verlust der politischen Unterstützung seiner sozialdemokratischen Partei tritt der erst seit sieben Monaten amtierende Ministerpräsident Mihai Tudose zurück. Seine Amtsgeschäfte übernimmt Verteidigungsminister Mihai Fifor.[49]

### Dienstag, 16. Januar 2018
- Jakutsk/Russland: Eine Kältewelle lässt die Temperatur in der russischen Republik Sacha (Jakutien) bis auf −67 °C zurückgehen, nur 4 Kelvin höher als das jemals dortige registrierte Minimum.[50]

### Mittwoch, 17. Januar 2018
- Ellwangen/Deutschland: Das US-amerikanische Unternehmen Energizer übernimmt das deutsche Unternehmen VARTA AG.[51]
- Panmunjeom/Demilitarisierte Zone Korea: Bei Gesprächen zur Entspannung auf der koreanischen Halbinsel zwischen den verfeindeten Staaten Nord- und Südkoreas in der demilitarisierten Zone, die beide Staaten trennt, vereinbaren beide Seiten, bei den kommenden Olympischen Winterspielen im südkoreanischen Pyeongchang gemeinsam unter der Flagge der Einheit einzumarschieren und mit einer gemeinsamen Mannschaft im Frauen-Eishockey anzutreten. Dazu soll das südkoreanische Team um sieben nordkoreanische Sportlerinnen ergänzt werden.[52]
- Temuco/Chile: Bei seiner Auslandsreise nach Chile prangert Papst Franziskus das Leid des indigenen Volkes der Mapuche an, das mehrheitlich in der Region Araukanien beheimatet ist. Die Mapuche fordern die Rückgabe von Ländereien, die ihnen in der Zeit der Pinochet-Diktatur genommen worden sind. Überschattet wird der Papst-Besuch von Anschlägen auf mehrere Kirchen.[53]

### Donnerstag, 18. Januar 2018

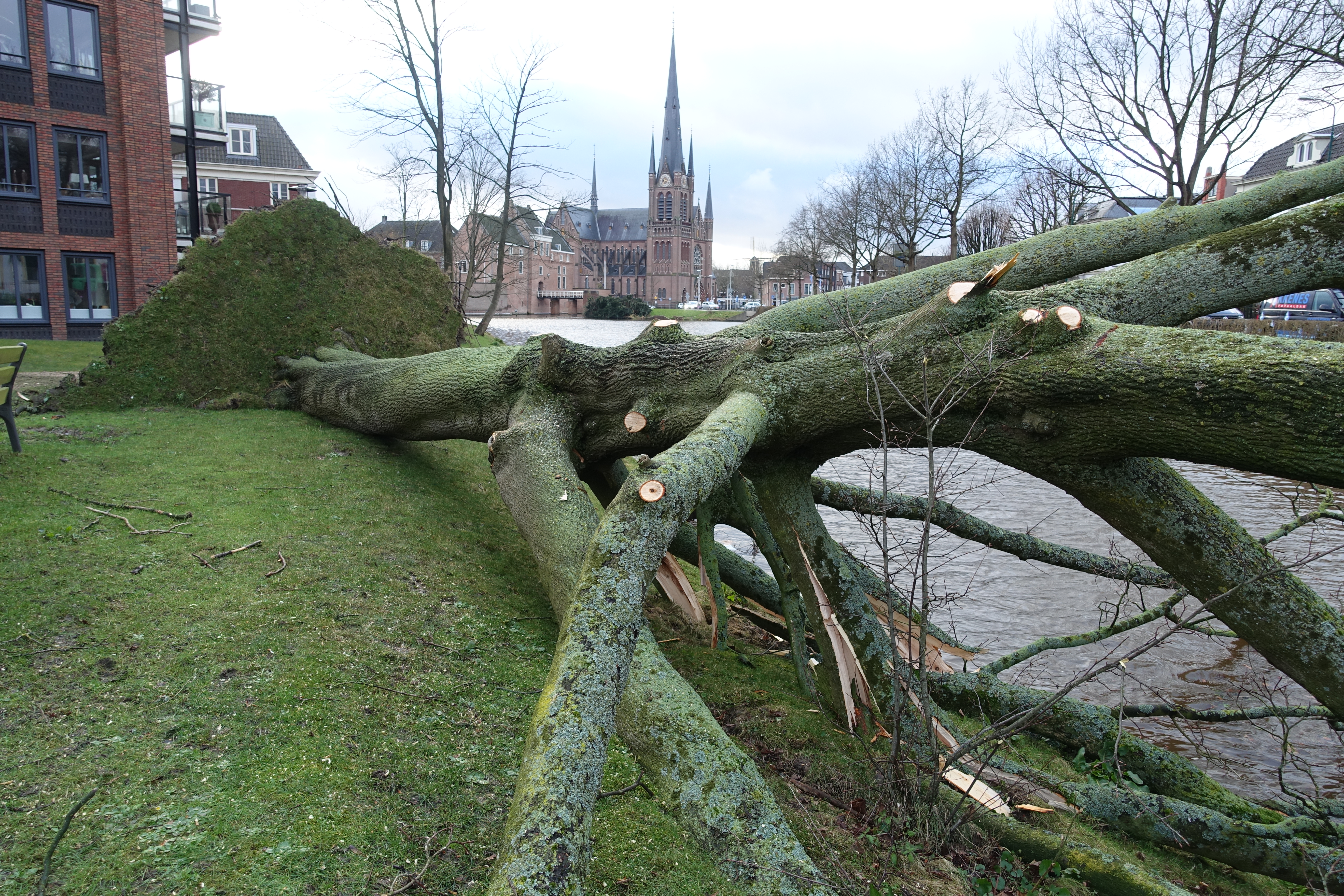
Umgeblasener Baum in den Niederlanden

- Afrin/Syrien: Die Streitkräfte der Türkei beginnen auf dem Gebiet Syriens einen Angriff auf die mit den US-Amerikanern verbündeten kurdischen Milizen in der Provinz Afrin, die bei der Bekämpfung der Terrororganisation Islamischer Staat geholfen hatten.[54]
- Amsterdam/Niederlande: Sturmtief Friederike sorgt für massive Beeinträchtigungen des Straßen-, Schienen-, Luft- und Schiffsverkehrs in den Niederlanden, Belgien, Deutschland und der Schweiz. Hunderte Flugverbindungen werden am Amsterdamer Flughafen Schiphol gestrichen, die Deutsche Bahn stellt ihren Fernverkehr und in weiten Teilen der Mitte Deutschlands auch den kompletten Nahverkehr ein. Neben vielen Sachschäden kommen mehrere Personen aufgrund wetterbedingter Unfälle ums Leben.[55] Zuvor zog der Orkan über Irland und Großbritannien, wo es ebenfalls zu Verkehrsbeeinträchtigungen kommt und Stromausfälle auftraten.[56]
- Aqtöbe/Kasachstan: Beim Brand eines Reisebusses bei Yrghys kommen 52 Insassen, mutmaßlich usbekische Arbeitsmigranten auf ihrem Weg nach Russland, ums Leben. Nur fünf Personen überleben den Brand.[57]

### Freitag, 19. Januar 2018
- Khartum/Sudan: Der Nationale Nachrichten- und Sicherheitsdienst NISS verhaftet sieben Journalisten, die wirtschaftliche Proteste in Khartum aufgedeckt hatten. Hintergründe dazu sind unklar.[58]
- München/Deutschland: Bei der Verleihung des 39. Bayerischen Filmpreises werden Diane Kruger, David Kross und Frederick Lau als beste Darsteller ausgezeichnet, Verena Altenberger und Jonas Dassler als beste Nachwuchsdarsteller, Fatih Akin mit dem Regiepreis für Aus dem Nichts und Adrian Goiginger mit dem Nachwuchsregiepreis für Die beste aller Welten.[59]

### Samstag, 20. Januar 2018

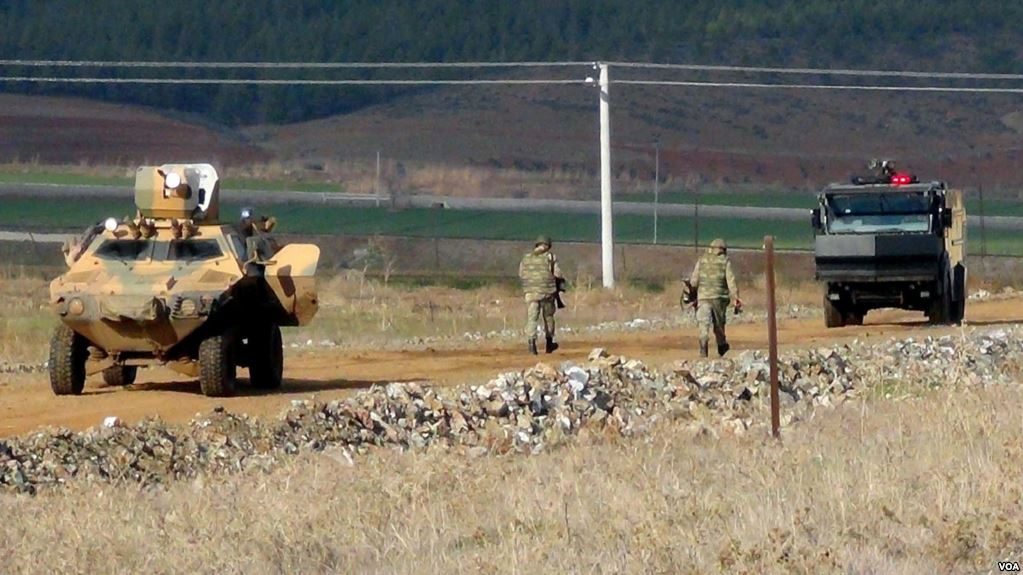
Operation Olivenzweig

- Ankara/Türkei: Der türkische Generalstab gibt die Militäroffensive mit Namen „Operation Olivenzweig“ bekannt und wolle mit ihr und mit Unterstützung der Freien Syrischen Armee die Bewohner der nordsyrischen Grenzregion um Afrin im syrischen Gouvernement Aleppo von einer „Unterdrückung durch Terroristen“ befreien. Damit mache die Türkei von ihrem Recht auf Selbstverteidigung Gebrauch.[60] Auch die Terrororganisation Islamischer Staat (IS) sei Ziel der Operation. Präsident Recep Tayyip Erdoğan erklärte bereits zuvor die angekündigte Bodenoffensive habe „de facto“ begonnen. Danach werde auch die von de Demokratischen Kräfte Syriens (SDF) kontrollierte Stadt Manbidsch angegriffen.[61]
- Washington, D.C./Vereinigte Staaten: Nachdem sich Kongressabgeordnete der Republikaner und Demokraten nicht auf einen Übergangshaushalt einigen können, kommen zahlreiche Bundesbehörden im Land zum Stillstand und deren Angehörige müssen in den unbezahlten Urlaub treten.[62]

### Sonntag, 21. Januar 2018
- Bonn/Deutschland: Auf einem Sonderparteitag der SPD stimmen 362 der 642 Delegierten mehrheitlich für Koalitionsverhandlungen mit der CDU/CSU zur Bildung einer Großen Koalition auf Bundesebene.[63]
- Kabul/Afghanistan: Bei einem Angriff auf das Hotel Inter-Continental Kabul werden mindestens 24 Menschen getötet, darunter 14 ausländische Staatsangehörige und vier afghanische Zivilisten. 153 Menschen konnten aus dem Hotel evakuiert werden. Die mutmaßlich sechs islamistischen Angreifer lieferten sich über 17 Stunden lang Schusswechsel mit den Sicherheitskräften. Bereits am 28. Juni 2011 wurde das Hotel von den Taliban angegriffen.[64]
- Thessaloniki/Griechenland: In der nordgriechischen Hafenstadt demonstrieren Zehntausende Menschen gegen einen Kompromiss im Streit um den künftigen Namen des Nachbarlandes Mazedonien.[65]
- Wairoa/Neuseeland: Mit dem erfolgreichen Start der Trägerrakete Electron des neuseeländischen Raumfahrtunternehmens Rocket Lab auf dem firmeneigenen Weltraumbahnhof auf der Māhia Peninsula werden drei Forschungssatelliten vom Typ Cubesat sowie der Kleinsatellit Humanity Star auf ihre Umlaufbahn ins All gebracht.[66][67]

### Montag, 22. Januar 2018
- Monrovia/Liberia: Der neu gewählte Präsident George Weah nimmt die Amtsgeschäfte auf. Vizepräsident wird Jewel Howard-Taylor. Für Liberia ist dies der erste friedliche Machtwechsel seit 74 Jahren.[68]
- Washington, D.C./Vereinigte Staaten: Nachdem Kongress-Abgeordnete der Demokraten ihre Verzögerungstaktik aufgeben und einem Kompromiss zu einem Übergangshaushalt zustimmen, wird der Stillstand zahlreicher Bundesbehörden im Land beendet.[69]

### Dienstag, 23. Januar 2018
- Davos/Schweiz: Das 48. Jahrestreffen des Weltwirtschaftsforums (WEF) beginnt mit einer Eröffnungsrede des indischen Premierministers Narendra Modi.[70]
- Kodiak/Vereinigte Staaten: Ein starkes Erdbeben der Stärke 8,0 vor der Küste von Alaska mit Epizentrum im Golf von Alaska löst eine Tsunami-Warnung neben Alaska auch für Kanada und zunächst für die Insel Hawaii aus.[71]

### Mittwoch, 24. Januar 2018
- Luxemburg/Luxemburg: Das Gericht der Europäischen Union entscheidet, dass der Titel der Fack-Ju-Göhte-Filme nach einer Idee von Bora Dagtekin nicht als Marke geschützt werden darf, da er „eine anstößige und vulgäre Beleidigung“ darstelle.[72]
- Shanghai/China: Nachdem bereits vor 22 Jahren erstmals mit dem Schaf Dolly ein Tier geklont wurde und mittlerweile 22 verschiedene Tierarten geklont wurden, publizieren chinesische Wissenschaftler, dass sie erstmals einen Affen geklont haben.[73]

### Donnerstag, 25. Januar 2018

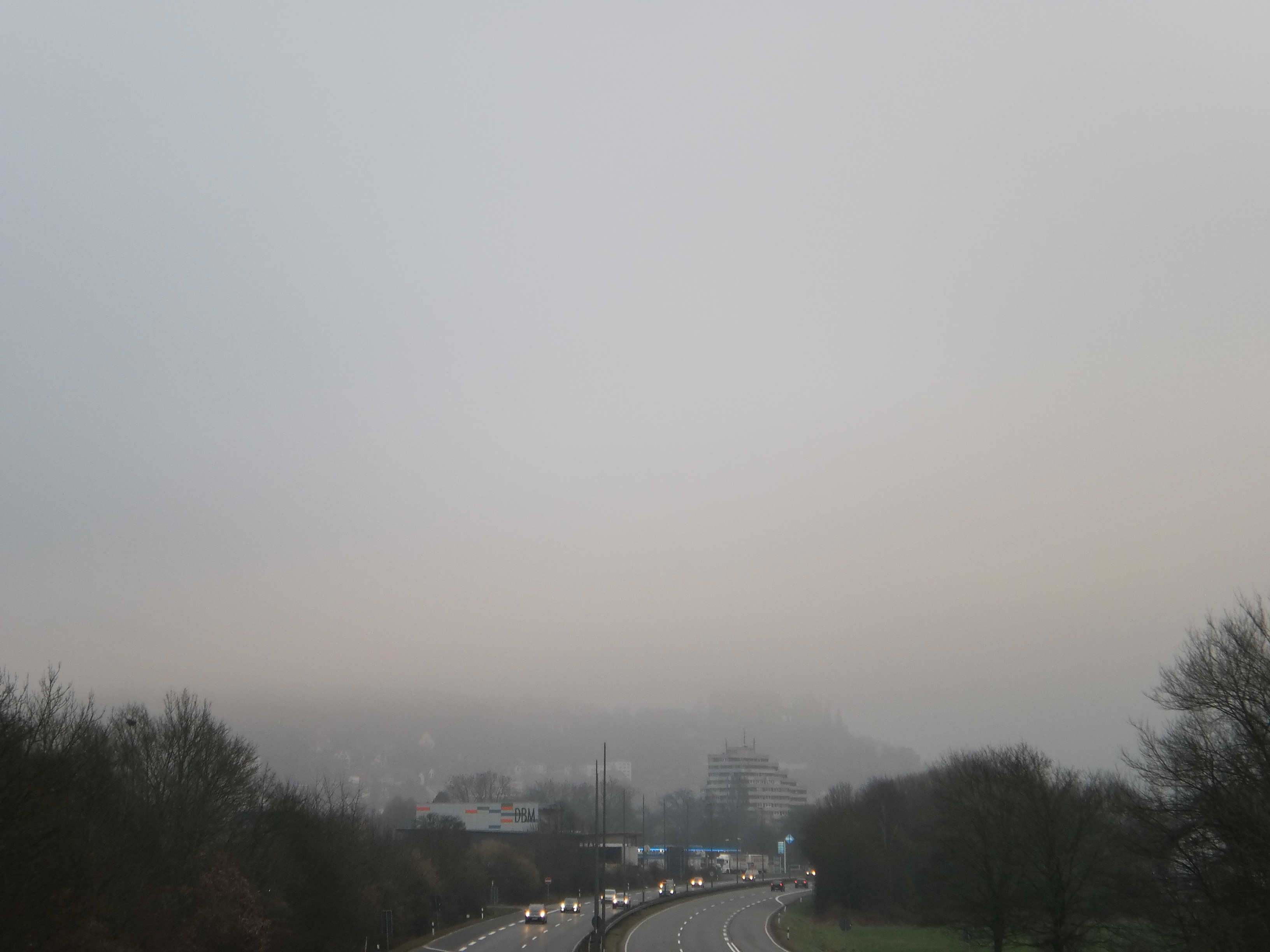
Trübes Lahntal am Nachmittag mit dem Marburger Schloss im Nebel

- Kourou/Französisch-Guayana: Eine Ariane-5-ECA-Rakete bringt die Kommunikationssatelliten SES-14 und Al Yah 3 in einen Geotransferorbit. Aufgrund einer Fehlfunktion der Rakete wurden die Satelliten in eine suboptimale Bahn ausgesetzt. Beide Satelliten sollen jedoch ihre Zielorbits erreichen können.[74]
- Mailand/Italien: Bei einem Zugunglück im morgendlichen Berufsverkehr kommen drei Personen ums Leben und rund 110 werden verletzt.[75]
- Offenbach am Main/Deutschland: Laut Deutschem Wetterdienst (DWD) war der Winter in Deutschland seit Beginn der Wetteraufzeichnungen noch nie so grau und trüb wie in dieser Jahreszeit. Dezember 2017 und Januar 2018 seien die Monate mit der geringsten registrierten Sonnenscheindauer.[76]
- Xichang/China: Eine chinesische CZ-2C-Rakete bringt drei Erdbeobachtungssatelliten aus der Yaogan-Weixing-Reihe sowie den Nanosatelliten Weina 1A vom Kosmodrom Xichang aus in eine Umlaufbahn.[77]

### Freitag, 26. Januar 2018
- Guatemala-Stadt/Guatemala: Der frühere guatemaltekische Verteidigungsminister Williams Mansilla wird wegen Korruptionsvorwürfen festgenommen.[78]
- Miryang/Südkorea: Bei einem Großfeuer in einem Krankenhaus sterben mindestens 37 Menschen.[79]
- South Tarawa/Kiribati: Nach dem Verschwinden der kiribatischen Fähre MV Butiraoi auf ihrem Weg in die Hauptstadt auf dem Atoll Tarawa mit mutmaßlich 100 Personen an Bord starten umfangreiche Suchmaßnahmen, die von der neuseeländischen Luftwaffe koordiniert und von Australien sowie den Vereinigten Staaten unterstützt werden. Bisher wurden sieben Schiffbrüchige gerettet.[80][81]

### Samstag, 27. Januar 2018

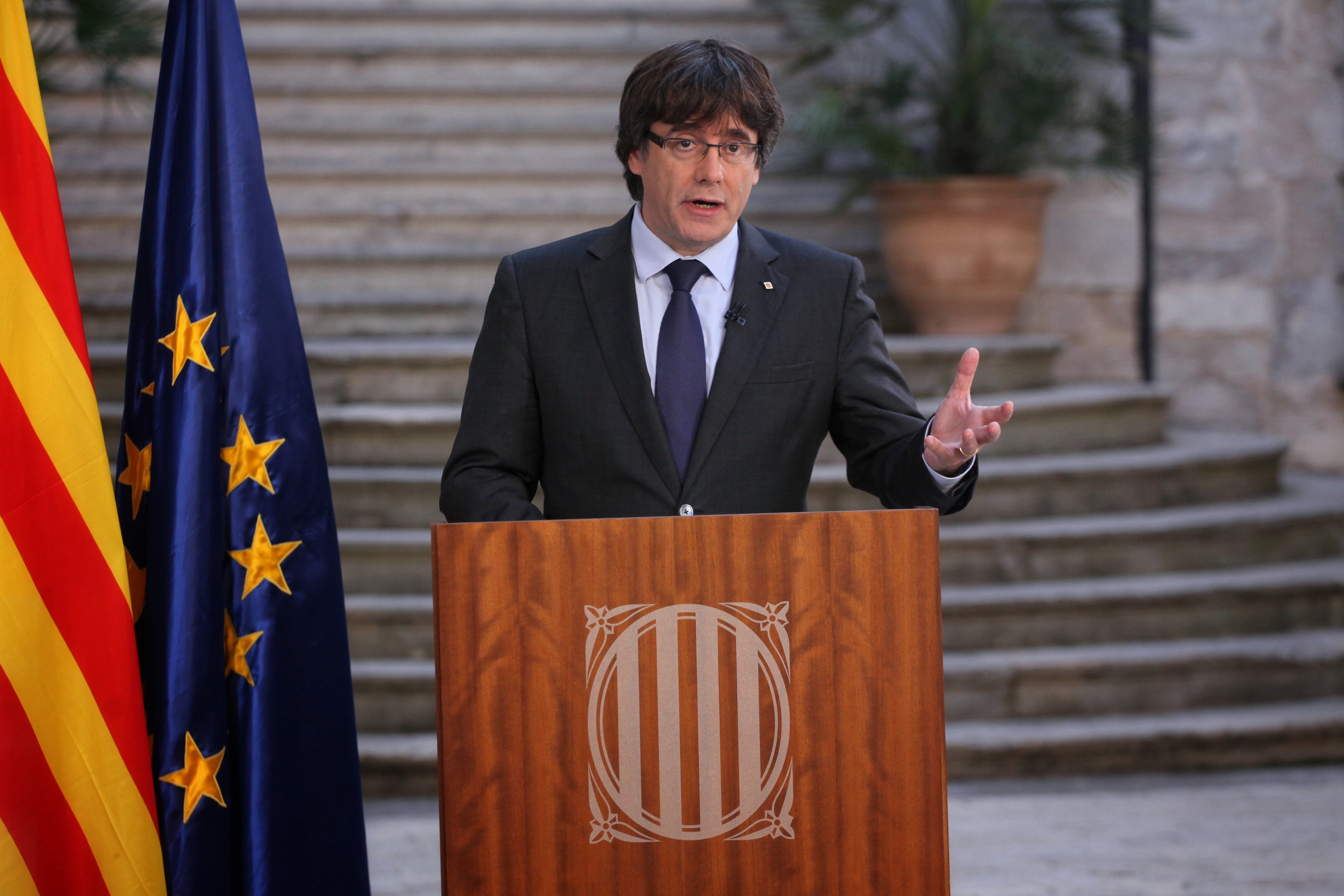
Im Oktober 2017 erklärte Puigdemont einseitig die Unabhängigkeit Kataloniens

- Afrin/Syrien: Bei einem türkischen Bombardement im Zuge der Operation Olivenzweig werden große Teile der antiken Tempelanlage Tell Ain Dara verwüstet. Die Tempelanlage gilt als eines der wichtigsten Zeugnisse aus der Zeit der Aramäer in Syrien.[82]
- Kabul/Afghanistan: Bei einem Selbstmordbombenanschlag sterben mindestens 95 Menschen und weitere 158 Menschen werden verletzt.[83]
- Madrid/Spanien: Nach einer Beschwerde der spanischen Regierung erlaubt das spanische Verfassungsgericht bei der am Dienstag geplanten Wahl des katalanischen Regionalpräsidenten den vom katalanischen Parlamentspräsidenten Roger Torrent vorgeschlagenen Kandidaten Carles Puigdemont nur im Falle dessen persönlicher Anwesenheit beim Wahlvorgang im katalanischen Regionalparlament in Barcelona. Puigdemont, der als katalanischer Regionalpräsident im Oktober 2017 abgesetzt worden war, hält sich derzeit im Exil in Brüssel auf, da in Spanien gegen ihn ein Haftbefehl wegen Rebellion, Aufruhr und Unterschlagung öffentlicher Mittel vorliegt, und wollte vom Exil aus regieren. Die Separatisten hatten bei der Parlamentswahl im Dezember ihre Mehrheit verteidigt.[84]
- Prag/Tschechien: Amtsinhaber Miloš Zeman setzt sich in der Stichwahl um das Präsidentenamt knapp gegen seinen Herausforderer Jiří Drahoš durch.[85]
- Wien/Österreich: Die SPÖ Wien wählt nach rund 24 Jahren einen neuen Landesparteivorsitzenden. Der amtierende Wohnbaustadtrat Michael Ludwig löst Langzeitbürgermeister Michael Häupl an der Spitze der einflussreichsten sozialdemokratischen Landesgruppe ab.[86]

### Sonntag, 28. Januar 2018
- Addis Abeba/Äthiopien: In der äthiopischen Hauptstadt beginnt das 30. Gipfeltreffen der Afrikanischen Union (AU). Im Mittelpunkt der Beratungen stehen eine Reform der AU sowie die Korruptionsbekämpfung auf dem afrikanischen Kontinent. Die AU wählt den ruandischen Präsidenten Paul Kagame zu ihrem neuen Präsidenten.[87][88]
- Helsinki/Finnland: Bei der finnischen Präsidentschaftswahl wird der Amtsinhaber Sauli Niinistö im ersten Wahlgang wiedergewählt.[89]
- Nikosia/Zypern: Bei der zyprischen Präsidentschaftswahl verpasst Amtsinhaber Nikos Anastasiades die absolute Mehrheit. Sein Herausforderer in der Stichwahl ist mit Stavros Malas der Kandidat der Linken.[90]
- St. Pölten/Österreich: Bei der Landtagswahl in Niederösterreich holt die ÖVP die absolute Mehrheit.[91]
- Zagreb/Kroatien: Im Endspiel um die Handball-Europameisterschaft setzt sich die spanische Auswahl gegen die Mannschaft Schwedens durch.[92]

### Montag, 29. Januar 2018

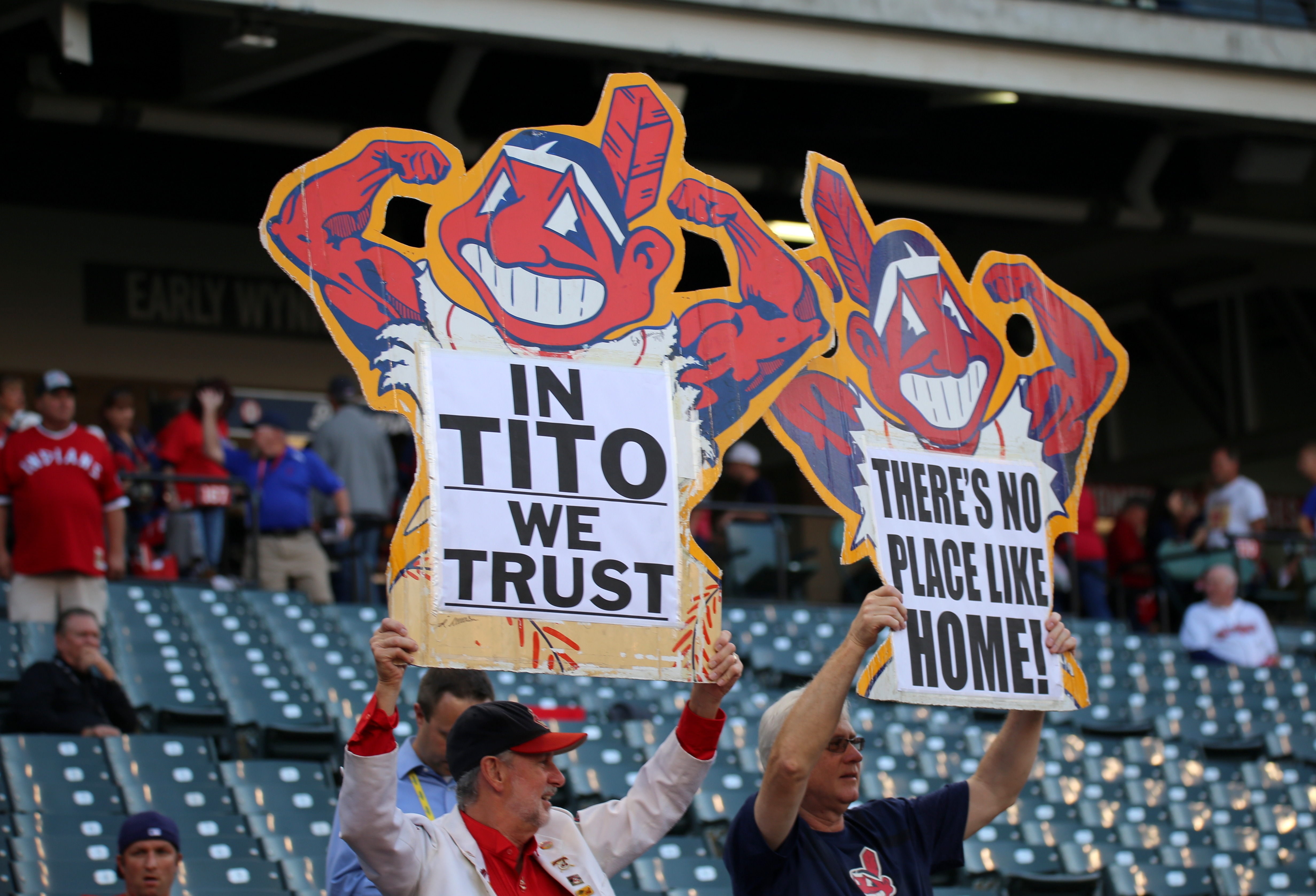
Fanplakate mit dem Chief-Wahoo-Logo

- Bonn/Deutschland: Das Internationale Paralympische Komitee IPC folgt der Entscheidung des Internationalen Olympischen Komitees IOC und schließt das Russische Nationale Komitee RPT von den Paralympischen Spielen aus. Einzelne Sportler aus Russland dürfen unter neutraler Flagge starten.[93]
- Bukarest/Rumänien: Viorica Dăncilă wird als erste Frau zur Ministerpräsidentin von Rumänien gewählt.[94]
- Cleveland/Vereinigte Staaten: Das Baseball-Franchise Cleveland Indians kündigt an, ab der Saison 2019 auf sein Logo „Chief Wahoo“ zu verzichten. Da die Bildmarke einen indigenen Amerikaner zeigt, muss sich die Vereinsleitung regelmäßig mit Rassismusvorwürfen beschäftigen.[95]

### Dienstag, 30. Januar 2018
- Aden/Jemen: Südjemenitischen Separatisten des Southern Transitional Council (STC) gelingt nach zwei Tage dauernden Kämpfen die Einnahme des Hafens von Jemens bedeutender Hafenstadt Aden sowie des derzeitigen Regierungssitzes des von Saudi-Arabien unterstützten Präsidenten Hadi.[96]
- Nairobi/Kenia: Knapp zwei Monate nach dem Amtsantritt des kenianischen Präsidenten Uhuru Kenyatta lässt sich dessen Rivale Raila Odinga ebenfalls zum „Präsidenten“ ausrufen.[97]
- Wolfsburg/Deutschland: Der Kfz-Hersteller Volkswagen AG stellt seinen Generalbevollmächtigten Thomas Steg frei und reagiert damit auf das Bekanntwerden von Abgastests an Affen und Menschen, mit denen die Unschädlichkeit von Dieselmotor-Emissionen belegt werden sollte.[98]

### Mittwoch, 31. Januar 2018
- Ottawa/Kanada: Der kanadische Senat beschließt, dass die englischsprachige Variante der Nationalhymne O Canada künftig alle Geschlechter einschließt. Bei der französischsprachigen Variante ist dies bereits der Fall.[99]
- Bissau/Guinea-Bissau: Präsident José Mário Vaz ernennt Artur Silva zum Ministerpräsidenten. Dieser folgt dem zurückgetretenen Umaro Sissoco Embaló nach.[100]
- Grafenegg/Österreich: Beim Österreichischen Filmpreis 2018 werden die Filme Licht und Die beste aller Welten in jeweils fünf Kategorien ausgezeichnet.[101]

## Weblinks

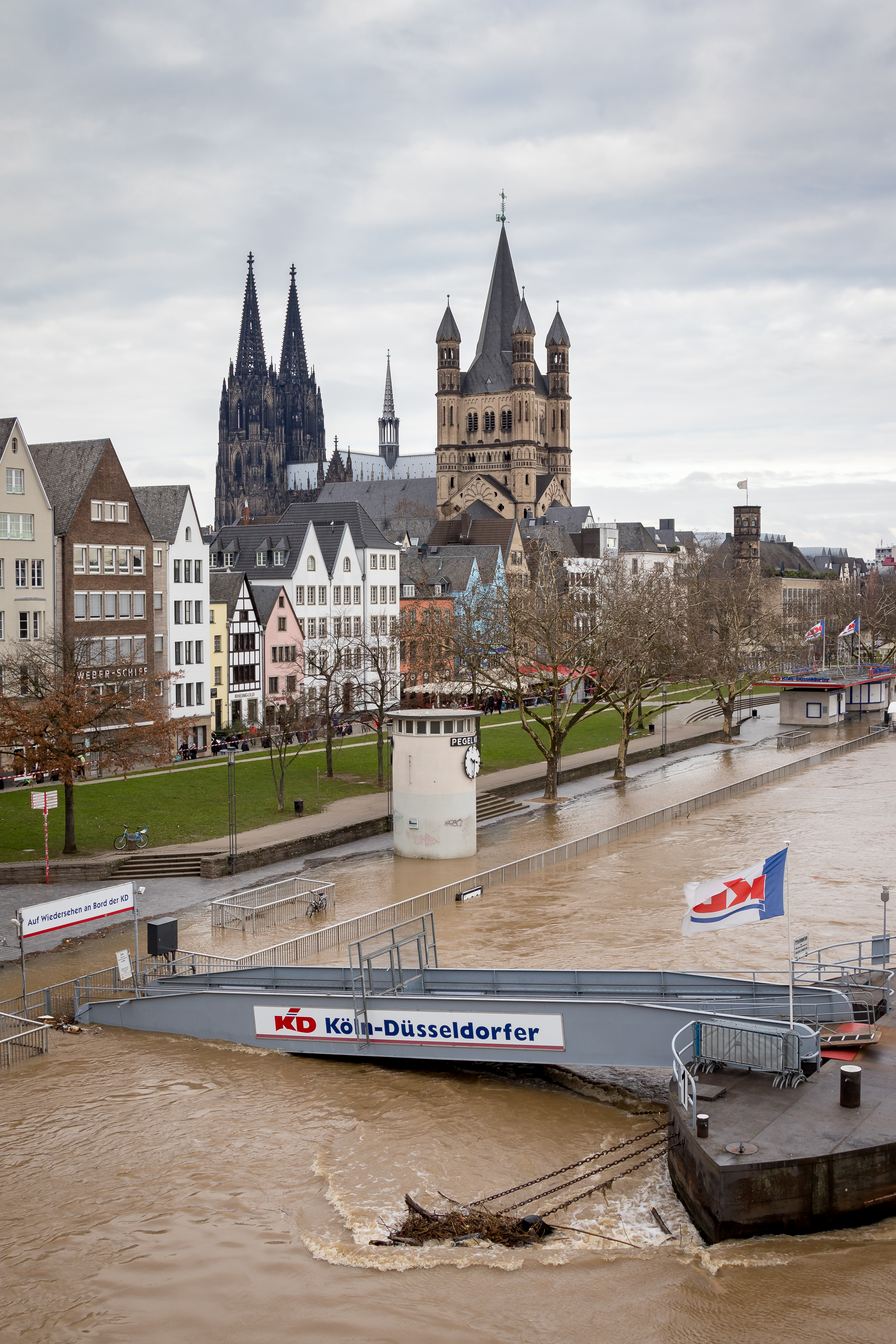
Rheinhochwasser am 7. Januar 2018 am Pegel in Köln